# Газгольдер: Фильм
Газгольдер: Фильм — российский криминальный фильм, режиссёра Ивана Курского.

## Сюжет
В начале фильм начинается с рассказа о священнике Александре, который ищет бездомных и помогает им найти работу, представляет ночлег.
В дальнейшем действия фильма повествуют об основании и развитии как лейбла, так и его участников.

## В ролях
- Василий Вакуленко
- Владимир Карпенко
- Олег Груз
- Виталий Буслаев в роли Виктора Паршина
- Михаил Скачков в роли Андрея Паршина
- Екатерина Бестужева в роли Кати
- Алексей Долматов
- Айза Анохина
- Мурасса Уршанова
- Тимофей Благовевский в роли Тимы
- Валентин Преснов
- Максим Брылин
- Александр Цихов
- Виктор Гостюхин

## Производство
3 декабря 2013 года был представлен трейлер будущего фильма. Прокат фильма состоялся 27 апреля и 27 октября 2014 года.

## Критика
Фильм получил смешанные отзывы кинокритиков.
Издание Кино@mail.ru, КоммерсантЪ и The Village дали фильму положительную оценку. Издание Газета.ru, Ведомости и Film.ru дали фильму средний балл. Издание Посткритицизм, 25-й кадр и кинокритик Евгений Баженов дали фильму негативные оценки.